# تپه عسگر بیگ رازین
تپه عسگر بیگ رازین مربوط به هزاره ۱- دوران‌های تاریخی پس از اسلام است و در شهرستان رزن، بخش قروه درجزین، روستای رازین واقع شده و این اثر در تاریخ ۲۷ مرداد ۱۳۸۲ با شمارهٔ ثبت ۹۶۶۶ به‌عنوان یکی از آثار ملی ایران به ثبت رسیده است.